# Lista över fornlämningar i Gotlands kommun (Hellvi)
Lista över fornlämningar i Gotlands kommun (Hellvi) är en förteckning av ett urval av de fornlämningar som finns i Hellvi i Gotlands kommun.
| Namn                                    | Lämningstyp                      | Tillkomsttid | Historisk indelning | Plats        | Läge                 | ID-nr          | Bild                                      |
| --------------------------------------- | -------------------------------- | ------------ | ------------------- | ------------ | -------------------- | -------------- | ----------------------------------------- |
| Hellvi 1:1                              | Stenkrets                        |              | Hellvi, Gotland     |              | 57.780306, 18.864929 | 10093700010001 | Ladda upp en bild av detta fornminne      |
| Hellvi 2:1                              | Hällristning                     |              | Hellvi, Gotland     |              | 57.780485, 18.865145 | 11100000000759 | Ladda upp en bild av detta fornminne      |
| Hellvi 9:1                              | Stensättning                     |              | Hellvi, Gotland     |              | 57.788598, 18.866005 | 10093700090001 | Ladda upp en bild av detta fornminne      |
| Hellvi 9:2                              | Stensättning                     |              | Hellvi, Gotland     |              | 57.788615, 18.865815 | 10093700090002 | Ladda upp en bild av detta fornminne      |
| Hellvi 9:3                              | Hällristning                     |              | Hellvi, Gotland     |              | 57.788622, 18.866811 | 11100000000760 | Ladda upp en bild av detta fornminne      |
| Hellvi 10:1                             | Hällristning                     |              | Hellvi, Gotland     |              | 57.779452, 18.869257 | 11100000000761 | Ladda upp en bild av detta fornminne      |
| Hellvi 11:1                             | Stensättning                     |              | Hellvi, Gotland     |              | 57.780912, 18.874052 | 10093700110001 | Ladda upp en bild av detta fornminne      |
| Hellvi 11:2                             | Stensättning                     |              | Hellvi, Gotland     |              | 57.780898, 18.873664 | 10093700110002 | Ladda upp en bild av detta fornminne      |
| Hellvi 12:1                             | Husgrund, förhistorisk/medeltida |              | Hellvi, Gotland     |              | 57.781730, 18.873620 | 10093700120001 | Ladda upp en bild av detta fornminne      |
| Hellvi 13:1                             | Stensättning                     |              | Hellvi, Gotland     |              | 57.784171, 18.873771 | 10093700130001 | Ladda upp en bild av detta fornminne      |
| Hellvi 13:2                             | Stensättning                     |              | Hellvi, Gotland     |              | 57.784091, 18.873902 | 10093700130002 | Ladda upp en bild av detta fornminne      |
| Hellvi 19:1                             | Stensättning                     |              | Hellvi, Gotland     |              | 57.772414, 18.879975 | 10093700190001 | Ladda upp en bild av detta fornminne      |
| Hellvi 19:2                             | Stensättning                     |              | Hellvi, Gotland     |              | 57.772300, 18.880050 | 10093700190002 | Ladda upp en bild av detta fornminne      |
| Hellvi 19:3                             | Stensättning                     |              | Hellvi, Gotland     |              | 57.772230, 18.880314 | 10093700190003 | Ladda upp en bild av detta fornminne      |
| Hellvi 20:1                             | Husgrund, förhistorisk/medeltida |              | Hellvi, Gotland     |              | 57.768618, 18.887250 | 10093700200001 | Ladda upp en bild av detta fornminne      |
| Hellvi 21:1                             | Röse                             |              | Hellvi, Gotland     |              | 57.774037, 18.882399 | 10093700210001 | Ladda upp en bild av detta fornminne      |
| Hellvi 21:2                             | Röse                             |              | Hellvi, Gotland     |              | 57.774133, 18.881969 | 10093700210002 | Ladda upp en bild av detta fornminne      |
| Hellvi 21:3                             | Stensättning                     |              | Hellvi, Gotland     |              | 57.773945, 18.882096 | 10093700210003 | Ladda upp en bild av detta fornminne      |
| Hellvi 21:4                             | Stensättning                     |              | Hellvi, Gotland     |              | 57.773848, 18.882569 | 10093700210004 | Ladda upp en bild av detta fornminne      |
| Hellvi 22:1                             | Röse                             |              | Hellvi, Gotland     |              | 57.774916, 18.881630 | 10093700220001 | Ladda upp en bild av detta fornminne      |
| Hellvi 22:2                             | Stensättning                     |              | Hellvi, Gotland     |              | 57.775062, 18.880825 | 10093700220002 | Ladda upp en bild av detta fornminne      |
| Hellvi 22:3                             | Röse                             |              | Hellvi, Gotland     |              | 57.775344, 18.880697 | 10093700220003 | Ladda upp en bild av detta fornminne      |
| Hellvi 22:4                             | Röse                             |              | Hellvi, Gotland     |              | 57.775572, 18.880235 | 10093700220004 | Ladda upp en bild av detta fornminne      |
| Hellvi 23:1                             | Gravfält                         |              | Hellvi, Gotland     |              | 57.777402, 18.880615 | 10093700230001 | Ladda upp en bild av detta fornminne      |
| Hellvi 24:1                             | Stensättning                     |              | Hellvi, Gotland     |              | 57.778974, 18.877684 | 10093700240001 | Ladda upp en bild av detta fornminne      |
| Hellvi 25:1                             | Röse                             |              | Hellvi, Gotland     |              | 57.773078, 18.873182 | 10093700250001 | Ladda upp en bild av detta fornminne      |
| Hellvi 25:2                             | Stensättning                     |              | Hellvi, Gotland     |              | 57.772853, 18.872777 | 10093700250002 | Ladda upp en bild av detta fornminne      |
| Hellvi 26:1                             | Stensättning                     |              | Hellvi, Gotland     |              | 57.775039, 18.935870 | 10093700260001 | Ladda upp en bild av detta fornminne      |
| Hellvi 27:1                             | Husgrund, förhistorisk/medeltida |              | Hellvi, Gotland     |              | 57.775853, 18.935292 | 10093700270001 | Ladda upp en bild av detta fornminne      |
| Hellvi 28:1                             | Stensättning                     |              | Hellvi, Gotland     |              | 57.776361, 18.935103 | 10093700280001 | Ladda upp en bild av detta fornminne      |
| Hellvi 31:1                             | Gravfält                         |              | Hellvi, Gotland     |              | 57.777713, 18.935092 | 10093700310001 | Ladda upp en bild av detta fornminne      |
| Hellvi 33:1                             | Stensättning                     |              | Hellvi, Gotland     |              | 57.779843, 18.934675 | 10093700330001 | Ladda upp en bild av detta fornminne      |
| Hellvi 33:2                             | Stensättning                     |              | Hellvi, Gotland     |              | 57.779615, 18.934625 | 10093700330002 | Ladda upp en bild av detta fornminne      |
| Hellvi 33:3                             | Stensättning                     |              | Hellvi, Gotland     |              | 57.779866, 18.934483 | 10093700330003 | Ladda upp en bild av detta fornminne      |
| Hellvi 33:4                             | Stensättning                     |              | Hellvi, Gotland     |              | 57.779662, 18.934422 | 10093700330004 | Ladda upp en bild av detta fornminne      |
| Hellvi 34:1                             | Stensättning                     |              | Hellvi, Gotland     |              | 57.774113, 18.935109 | 10093700340001 | Ladda upp en bild av detta fornminne      |
| Hellvi 35:1                             | Stensättning                     |              | Hellvi, Gotland     |              | 57.772596, 18.936007 | 10093700350001 | Ladda upp en bild av detta fornminne      |
| Hellvi 35:2                             | Stensättning                     |              | Hellvi, Gotland     |              | 57.772201, 18.935707 | 10093700350002 | Ladda upp en bild av detta fornminne      |
| Hellvi 35:3                             | Stensättning                     |              | Hellvi, Gotland     |              | 57.772157, 18.936207 | 10093700350003 | Ladda upp en bild av detta fornminne      |
| Hellvi 38:1                             | Stenkrets                        |              | Hellvi, Gotland     |              | 57.769747, 18.930843 | 10093700380001 | Ladda upp en bild av detta fornminne      |
| Hellvi 44:1                             | Husgrund, förhistorisk/medeltida |              | Hellvi, Gotland     |              | 57.774561, 18.904103 | 10093700440001 | Ladda upp en bild av detta fornminne      |
| Hellvi 44:2                             | Grav markerad av sten/block      |              | Hellvi, Gotland     |              | 57.774522, 18.903633 | 10093700440002 | Ladda upp en bild av detta fornminne      |
| Hellvi 46:1                             | Stensättning                     |              | Hellvi, Gotland     |              | 57.773717, 18.904825 | 10093700460001 | Ladda upp en bild av detta fornminne      |
| Hellvi 46:2                             | Stensättning                     |              | Hellvi, Gotland     |              | 57.773589, 18.904774 | 10093700460002 | Ladda upp en bild av detta fornminne      |
| Hellvi 46:3                             | Stensättning                     |              | Hellvi, Gotland     |              | 57.773595, 18.904542 | 10093700460003 | Ladda upp en bild av detta fornminne      |
| Hellvi 46:4                             | Stensättning                     |              | Hellvi, Gotland     |              | 57.773784, 18.904538 | 10093700460004 | Ladda upp en bild av detta fornminne      |
| Hellvi 47:1                             | Gravfält                         |              | Hellvi, Gotland     |              | 57.771763, 18.902749 | 10093700470001 | Ladda upp en bild av detta fornminne      |
| Hellvi 50:1                             | Husgrund, förhistorisk/medeltida |              | Hellvi, Gotland     |              | 57.757266, 18.912340 | 10093700500001 | Ladda upp en bild av detta fornminne      |
| Hellvi 51:1                             | Husgrund, förhistorisk/medeltida |              | Hellvi, Gotland     |              | 57.756967, 18.919866 | 10093700510001 | Ladda upp en bild av detta fornminne      |
| Hellvi 51:2                             | Husgrund, förhistorisk/medeltida |              | Hellvi, Gotland     |              | 57.757021, 18.920383 | 10093700510002 | Ladda upp en bild av detta fornminne      |
| Hellvi 56:1                             | Gravfält                         |              | Hellvi, Gotland     |              | 57.758970, 18.926262 | 10093700560001 | Ladda upp en bild av detta fornminne      |
| Hellvi 57:1                             | Husgrund, förhistorisk/medeltida |              | Hellvi, Gotland     |              | 57.753443, 18.920389 | 10093700570001 | Ladda upp en bild av detta fornminne      |
| Hellvi 58:1                             | Husgrund, förhistorisk/medeltida |              | Hellvi, Gotland     |              | 57.753096, 18.922915 | 10093700580001 | Ladda upp en bild av detta fornminne      |
| Hellvi 59:1                             | Hällristning                     |              | Hellvi, Gotland     |              | 57.747724, 18.921978 | 11100000000837 | Ladda upp en bild av detta fornminne      |
| S:t Olofs kyrka el kapell (Hellvi 60:1) | Kyrka/kapell                     |              | Hellvi, Gotland     |              | 57.716435, 18.909693 | 10093700600001 | Ladda upp en till bild av detta fornminne |
| Hellvi 63:1                             | Stensättning                     |              | Hellvi, Gotland     |              | 57.745530, 18.914486 | 10093700630001 | Ladda upp en bild av detta fornminne      |
| Hellvi 63:2                             | Stensättning                     |              | Hellvi, Gotland     |              | 57.745606, 18.914603 | 10093700630002 | Ladda upp en bild av detta fornminne      |
| Hellvi 63:3                             | Stensättning                     |              | Hellvi, Gotland     |              | 57.745698, 18.914581 | 10093700630003 | Ladda upp en bild av detta fornminne      |
| Hellvi 63:4                             | Stensättning                     |              | Hellvi, Gotland     |              | 57.745445, 18.914238 | 10093700630004 | Ladda upp en bild av detta fornminne      |
| Hellvi 65:1                             | Stenkrets                        |              | Hellvi, Gotland     |              | 57.744677, 18.907586 | 10093700650001 | Ladda upp en bild av detta fornminne      |
| Hellvi 65:2                             | Stenkrets                        |              | Hellvi, Gotland     |              | 57.744492, 18.907248 | 10093700650002 | Ladda upp en bild av detta fornminne      |
| Hellvi 65:3                             | Grav markerad av sten/block      |              | Hellvi, Gotland     |              | 57.744332, 18.906988 | 10093700650003 | Ladda upp en bild av detta fornminne      |
| Hellvi 65:4                             | Stensättning                     |              | Hellvi, Gotland     |              | 57.744074, 18.906655 | 10093700650004 | Ladda upp en bild av detta fornminne      |
| Hellvi 66:1                             | Stensättning                     |              | Hellvi, Gotland     |              | 57.743345, 18.906554 | 10093700660001 | Ladda upp en bild av detta fornminne      |
| Hellvi 67:1                             | Husgrund, förhistorisk/medeltida |              | Hellvi, Gotland     |              | 57.743776, 18.903121 | 10093700670001 | Ladda upp en bild av detta fornminne      |
| Hellvi 69:1                             | Husgrund, förhistorisk/medeltida |              | Hellvi, Gotland     |              | 57.740257, 18.902801 | 10093700690001 | Ladda upp en bild av detta fornminne      |
| Hellvi 71:1                             | Husgrund, förhistorisk/medeltida |              | Hellvi, Gotland     |              | 57.738176, 18.899707 | 10093700710001 | Ladda upp en bild av detta fornminne      |
| Hellvi 72:1                             | Stenkrets                        |              | Hellvi, Gotland     |              | 57.737045, 18.890174 | 10093700720001 | Ladda upp en bild av detta fornminne      |
| Hellvi 73:1                             | Gravfält                         |              | Hellvi, Gotland     |              | 57.737257, 18.888045 | 10093700730001 | Ladda upp en bild av detta fornminne      |
| Hellvi 74:1                             | Gravfält                         |              | Hellvi, Gotland     |              | 57.740051, 18.878526 | 10093700740001 | Ladda upp en bild av detta fornminne      |
| Hellvi 79:1                             | Husgrund, förhistorisk/medeltida |              | Hellvi, Gotland     |              | 57.759726, 18.875651 | 10093700790001 | Ladda upp en bild av detta fornminne      |
| Hellvi 82:1                             | Stensättning                     |              | Hellvi, Gotland     |              | 57.754821, 18.875611 | 10093700820001 | Ladda upp en bild av detta fornminne      |
| Hellvi 83:1                             | Husgrund, förhistorisk/medeltida |              | Hellvi, Gotland     |              | 57.754366, 18.876041 | 11000000001555 | Ladda upp en bild av detta fornminne      |
| Hellvi 83:2                             | Husgrund, förhistorisk/medeltida |              | Hellvi, Gotland     |              | 57.754102, 18.876215 | 11000000001556 | Ladda upp en bild av detta fornminne      |
| Hellvi 83:3                             | Husgrund, förhistorisk/medeltida |              | Hellvi, Gotland     |              | 57.753857, 18.876116 | 11000000001557 | Ladda upp en bild av detta fornminne      |
| Hellvi 89:1                             | Husgrund, förhistorisk/medeltida |              | Hellvi, Gotland     |              | 57.752826, 18.879212 | 10093700890001 | Ladda upp en bild av detta fornminne      |
| Hellvi 89:2                             | Husgrund, förhistorisk/medeltida |              | Hellvi, Gotland     |              | 57.753106, 18.878795 | 10093700890002 | Ladda upp en bild av detta fornminne      |
| Hellvi 90:1                             | Husgrund, förhistorisk/medeltida |              | Hellvi, Gotland     |              | 57.773866, 18.895485 | 10093700900001 | Ladda upp en bild av detta fornminne      |
| Hellvi 90:2                             | Brunn/kallkälla                  |              | Hellvi, Gotland     |              | 57.774214, 18.895157 | 10093700900002 | Ladda upp en bild av detta fornminne      |
| Hellvi 92:1                             | Röse                             |              | Hellvi, Gotland     |              | 57.777744, 18.892782 | 10093700920001 | Ladda upp en bild av detta fornminne      |
| Hellvi 92:2                             | Stensättning                     |              | Hellvi, Gotland     |              | 57.777780, 18.892414 | 10093700920002 | Ladda upp en bild av detta fornminne      |
| Hellvi 92:3                             | Stensättning                     |              | Hellvi, Gotland     |              | 57.777889, 18.892204 | 10093700920003 | Ladda upp en bild av detta fornminne      |
| Hellvi 92:4                             | Stensättning                     |              | Hellvi, Gotland     |              | 57.777926, 18.891996 | 10093700920004 | Ladda upp en bild av detta fornminne      |
| Hellvi 99:1                             | Röse                             |              | Hellvi, Gotland     |              | 57.751714, 18.875313 | 10093700990001 | Ladda upp en bild av detta fornminne      |
| Hellvi 99:2                             | Röse                             |              | Hellvi, Gotland     |              | 57.751266, 18.874805 | 10093700990002 | Ladda upp en bild av detta fornminne      |
| Hellvi 99:3                             | Husgrund, förhistorisk/medeltida |              | Hellvi, Gotland     |              | 57.751045, 18.873970 | 10093700990003 | Ladda upp en bild av detta fornminne      |
| Hellvi 107:1                            | Husgrund, förhistorisk/medeltida |              | Hellvi, Gotland     |              | 57.750731, 18.867311 | 10093701070001 | Ladda upp en bild av detta fornminne      |
| Hellvi 113:1                            | Stensättning                     |              | Hellvi, Gotland     |              | 57.744512, 18.869614 | 10093701130001 | Ladda upp en bild av detta fornminne      |
| Hellvi 114:1                            | Stensättning                     |              | Hellvi, Gotland     |              | 57.742679, 18.871641 | 10093701140001 | Ladda upp en bild av detta fornminne      |
| Hellvi 114:2                            | Stensättning                     |              | Hellvi, Gotland     |              | 57.742252, 18.872416 | 10093701140002 | Ladda upp en bild av detta fornminne      |
| Hellvi 115:1                            | Röse                             |              | Hellvi, Gotland     |              | 57.741486, 18.872725 | 10093701150001 | Ladda upp en bild av detta fornminne      |
| Hellvi 116:1                            | Röse                             |              | Hellvi, Gotland     |              | 57.740668, 18.869665 | 10093701160001 | Ladda upp en bild av detta fornminne      |
| Hellvi 117:1                            | Gravfält                         |              | Hellvi, Gotland     |              | 57.739931, 18.868283 | 10093701170001 | Ladda upp en bild av detta fornminne      |
| Hellvi 118:1                            | Stensättning                     |              | Hellvi, Gotland     |              | 57.740509, 18.867489 | 10093701180001 | Ladda upp en bild av detta fornminne      |
| Hellvi 119:1                            | Stenkrets                        |              | Hellvi, Gotland     |              | 57.746338, 18.878330 | 10093701190001 | Ladda upp en bild av detta fornminne      |
| Hellvi 120:1                            | Grav markerad av sten/block      |              | Hellvi, Gotland     |              | 57.732992, 18.867540 | 10093701200001 | Ladda upp en bild av detta fornminne      |
| Hellvi 120:2                            | Grav markerad av sten/block      |              | Hellvi, Gotland     |              | 57.733026, 18.867681 | 10093701200002 | Ladda upp en bild av detta fornminne      |
| Hellvi 120:3                            | Stensättning                     |              | Hellvi, Gotland     |              | 57.733080, 18.867447 | 10093701200003 | Ladda upp en bild av detta fornminne      |
| Hellvi 121:2                            | Stensättning                     |              | Hellvi, Gotland     |              | 57.731553, 18.868198 | 10093701210002 | Ladda upp en bild av detta fornminne      |
| Hellvi 122:1                            | Hällristning                     |              | Hellvi, Gotland     |              | 57.790917, 18.866911 | 11100000000838 | Ladda upp en bild av detta fornminne      |
| Hellvi 123:1                            | Stensättning                     |              | Hellvi, Gotland     |              | 57.776296, 18.881195 | 10093701230001 | Ladda upp en bild av detta fornminne      |
| Hellvi 124:1                            | Hällristning                     |              | Hellvi, Gotland     |              | 57.777372, 18.948253 | 11100000000839 | Ladda upp en bild av detta fornminne      |
| Hellvi 132:1                            | Stensättning                     |              | Hellvi, Gotland     |              | 57.773331, 18.879918 | 10093701320001 | Ladda upp en bild av detta fornminne      |
| Hellvi 141:1                            | Röse                             |              | Hellvi, Gotland     |              | 57.778601, 18.879216 | 10093701410001 | Ladda upp en bild av detta fornminne      |
| Hellvi 141:2                            | Stensättning                     |              | Hellvi, Gotland     |              | 57.778200, 18.879723 | 10093701410002 | Ladda upp en bild av detta fornminne      |
| Hellvi 141:3                            | Stensättning                     |              | Hellvi, Gotland     |              | 57.778297, 18.879810 | 10093701410003 | Ladda upp en bild av detta fornminne      |
| Hellvi 141:4                            | Stensättning                     |              | Hellvi, Gotland     |              | 57.778302, 18.879613 | 10093701410004 | Ladda upp en bild av detta fornminne      |
| Hellvi 146:1                            | Runristning                      |              | Hellvi, Gotland     | Hellvi kyrka | 57.77497, 18.89527   | 10093701460001 | Ladda upp en till bild av detta fornminne |
| Hellvi 147:1                            | Stensättning                     |              | Hellvi, Gotland     |              | 57.772730, 18.898865 | 10093701470001 | Ladda upp en bild av detta fornminne      |
| Hellvi 151:1                            | Stensättning                     |              | Hellvi, Gotland     |              | 57.730977, 18.872403 | 10093701510001 | Ladda upp en bild av detta fornminne      |
| Hellvi 154:1                            | Stensättning                     |              | Hellvi, Gotland     |              | 57.776111, 18.947837 | 10093701540001 | Ladda upp en bild av detta fornminne      |
| Hellvi 154:2                            | Stensättning                     |              | Hellvi, Gotland     |              | 57.775808, 18.947850 | 10093701540002 | Ladda upp en bild av detta fornminne      |
| Hellvi 154:3                            | Stensättning                     |              | Hellvi, Gotland     |              | 57.775614, 18.947813 | 10093701540003 | Ladda upp en bild av detta fornminne      |
| Hellvi 154:4                            | Stensättning                     |              | Hellvi, Gotland     |              | 57.775548, 18.947631 | 10093701540004 | Ladda upp en bild av detta fornminne      |
| Hellvi 156:1                            | Stensättning                     |              | Hellvi, Gotland     |              | 57.772028, 18.929887 | 10093701560001 | Ladda upp en bild av detta fornminne      |
| Hellvi 156:2                            | Stensättning                     |              | Hellvi, Gotland     |              | 57.772000, 18.929625 | 10093701560002 | Ladda upp en bild av detta fornminne      |
| Hellvi 157:1                            | Stensättning                     |              | Hellvi, Gotland     |              | 57.770414, 18.931575 | 10093701570001 | Ladda upp en bild av detta fornminne      |
| Hellvi 158:1                            | Stensättning                     |              | Hellvi, Gotland     |              | 57.734276, 18.894542 | 10093701580001 | Ladda upp en bild av detta fornminne      |
| Hellvi 158:2                            | Stensättning                     |              | Hellvi, Gotland     |              | 57.734363, 18.894590 | 10093701580002 | Ladda upp en bild av detta fornminne      |
| Hellvi 167:1                            | Hällristning                     |              | Hellvi, Gotland     |              | 57.744462, 18.904330 | 11100000000928 | Ladda upp en bild av detta fornminne      |
| Hellvi 168:1                            | Gravfält                         |              | Hellvi, Gotland     |              | 57.746146, 18.908962 | 10093701680001 | Ladda upp en bild av detta fornminne      |
| Hellvi 169:1                            | Röse                             |              | Hellvi, Gotland     |              | 57.773333, 18.902874 | 10093701690001 | Ladda upp en bild av detta fornminne      |
| Hellvi 169:2                            | Röse                             |              | Hellvi, Gotland     |              | 57.773290, 18.903083 | 10093701690002 | Ladda upp en bild av detta fornminne      |
| Hellvi 169:3                            | Stensättning                     |              | Hellvi, Gotland     |              | 57.773333, 18.903318 | 10093701690003 | Ladda upp en bild av detta fornminne      |
| Hellvi 169:4                            | Stensättning                     |              | Hellvi, Gotland     |              | 57.773453, 18.903510 | 10093701690004 | Ladda upp en bild av detta fornminne      |
| Hellvi 181:1                            | Stensättning                     |              | Hellvi, Gotland     |              | 57.738388, 18.867607 | 10093701810001 | Ladda upp en bild av detta fornminne      |
| Hellvi 187:2                            | Husgrund, historisk tid          |              | Hellvi, Gotland     |              | 57.733574, 18.896673 | 10093701870002 | Ladda upp en bild av detta fornminne      |
| Hellvi 231                              | Stensättning                     |              | Hellvi, Gotland     |              | 57.799111, 18.886955 | 12000000030244 | Ladda upp en bild av detta fornminne      |
| Hellvi 252                              | Stensättning                     |              | Hellvi, Gotland     |              | 57.799225, 18.886984 | 12000000030267 | Ladda upp en bild av detta fornminne      |
| Hellvi 255                              | Stensättning                     |              | Hellvi, Gotland     |              | 57.799135, 18.886976 | 12000000030270 | Ladda upp en bild av detta fornminne      |
| Lärbro 99:3                             | Husgrund, förhistorisk/medeltida |              | Hellvi, Gotland     |              | 57.783582, 18.855889 | 10095100990003 | Ladda upp en bild av detta fornminne      |